# ملکه ماسک
ملکه ماسک (کره‌ای: 가면의 여왕) یک مجموعه تلویزیونی کره جنوبی سال ۲۰۲۳ با بازی کیم سون آه، اوه یون آه، شین اون جونگ و یو سون است. این مجموعه از ۲۴ آوریل تا ۱۳ ژوئن ۲۰۲۳، روزهای دوشنبه و سه‌شنبه ساعت ۲۲:۳۰ (کی‌اس‌تی) از چنل ای برای ۱۶ قسمت پخش شد. ملکه ماسک همچنین برای استریم در ویو در مناطق منتخب قابل دسترسی است.

## بازیگران

### اصلی
- کیم سون آه در نقش دو جه یی[۱۰]
- اوه یون آه در نقش گو یو نا[۱۰]
- شین اون جونگ در نقش جو یو جونگ[۱۰]
- یو سون در نقش یو هه می[۱۰]